# Rapšach
Rapšach (en allemand : Rottenschachen) est une commune du district de Jindřichův Hradec, dans la région de Bohême-du-Sud, en République tchèque. Sa population s'élevait à 644 habitants en 2020.

## Géographie
Rapšach se trouve à 19 km au sud-est de Třeboň, à 31 km au sud-sud-ouest de Jindřichův Hradec, à 35 km à l'est-sud-est de České Budějovice et à 138 km au sud-sud-est de Prague.
La commune est limitée par Chlum u Třeboně et Staňkov au nord, par l'Autriche à l'est, par Nová Ves nad Lužnicí et Halámky au sud, et par Suchdol nad Lužnicí à l'ouest.

## Histoire
La première mention écrite du village date de 1338.

## Source
- (cs) Cet article est partiellement ou en totalité issu de l’article de Wikipédia en tchèque intitulé « Rapšach » (voir la liste des auteurs).